# Сігаєво
Сіга́єво (рос. Сигаево) — село в Удмуртії, Росія, адміністративний центр Сарапульського району.
Урбаноніми:
- вулиці — 40 років Перемоги, 50 років Перемоги, Гагаріна, Зевахіна, Комарова, Комунальна, Комсомольська, Лермонтова, Лісова, Лучна, Молодіжна, Праці, Радянська, Садова, Свободи, Уральська

## Населення
Населення становить 5648 осіб (2010, 5845 у 2002).
Національний склад (2002):
- росіяни — 78 %

## Історія
До революції село входило до складу Сарапульського повіту В'ятської губернії. За даними ревізії 1859 року село мало 40 дворів, де проживало 280 осіб, працювала православна каплиця та 2 млини. В 1923 році село увійшло до складу Сарапульського округу Уральської області і стало центром Сігаєвської сільради. В 1928 році населення село становило 518 осіб. Указом президії ВР Удмуртської АРСР від 7 лютого 1991 року село стає центром Сарапульського району.

## Господарство
ЗАТ «Сарапульський СМУ», Сарапульське ГУДП, ТОВ «Спецтехтранс», КФГ «Новий шлях».

## Соціальна сфера
В селі є Сарапульський аграрно-економічний коледж, середня школа, дитячі садки «Джерельце» та «Росинка», дитяча школа мистецтв, ДЮСШ, районна бібліотека, ФОК «Факел», лікарня, клуб.